# David Andrews (giocatore di football americano)
David Andrews (Johns Creek, 10 luglio 1992) è un ex giocatore di football americano statunitense che ha milita nel ruolo di centro per dieci stagioni nella National Football League (NFL), tutte con i New England Patriots..

## Carriera professionistica

### New England Patriots
Al college, Andrews giocò a football coi Georgia Bulldogs. Dopo non essere stato scelto nel Draft NFL 2015 firmò coi New England Patriots, venendo nominato centro titolare della squadra dopo l'infortunio di Bryan Stork. L'anno successivo, quest'ultimo tornò disponibile ma Andrew fu confermato titolare e Stork fu svincolato. La sua seconda annata si chiuse disputando tutte le 16 partite e il 5 febbraio 2017 partì come titolare nel Super Bowl LI vinto contro gli Atlanta Falcons per 34-28 ai tempi supplementari.
Alla fine della stagione 2018 Andrews partì come titolare nel Super Bowl LIII vinto contro i Los Angeles Rams per 13-3.
Il 26 agosto 2019 fu rivelato che ad Andrews are stata diagnosticato un'embolia polmonare e il successivo 31 agosto fu spostato in lista riserve/infortunati, dovendo saltare quindi l'intera stagione 2019.
Andrews tornò titolare per la stagione 2020, in cui resto fuori squadra dal 26 settembre al 24 ottobre a causa di un intervento ad un pollice.
Il 22 marzo 2021 Andres firmò per altri quattro anni con i Patriots. Giocò da titolare sia la stagione 2022 che la stagione 2023.
Nella gara di settimana 4 della stagione 2024 contro i San Francisco 49ers, Andrews si infortunò ad una spalla, venendo spostato il 4 ottobre 2024 in lista riserve/infortunati e concludendo così anzitempo la sua stagione.
Prima dell'inizio della stagione 2025, dopo 10 anni in squadra, Andrews fu svincolato.

### Ritiro
Il 28 maggio 2025 Andrews annunciò il suo ritiro dal football professionistico e che il successivo 2 giugno si sarebbe tenuta una cerimonia d'addio presso il Gillette Stadium.

## Palmarès

### Franchigia
- Super Bowl : 2

New England Patriots: LI, LIII
- American Football Conference Championship: 3

New England Patriots: 2016, 2017, 2018